# Giuseppe Sterni
Giuseppe Sterni (Bologna, 27 dicembre 1883 – Roma, 5 luglio 1952) è stato un attore italiano del teatro e del cinema muto ed un impresario teatrale e produttore cinematografico.

## Biografia
Entrò in arte nel 1904 con una formazione di guitti. Nel 1906-07 fu «primo attore giovane» in alcune compagnie teatrali, come quella di Italia Vitaliani.
Nel 1908 fece parte della compagnia del Teatro Adriano di Roma diretta da Alfredo Campioni, poi passò a quelle di Gemma Farina, Mimì Aguglia e Ferruccio Benini. Nel 1912 passò come «primo attore» alla compagnia del Teatro Manzoni di Milano diretta da Febo Mari. Nel 1913 assunse la direzione delle compagnie teatrali di Mimì Aguglia e poi di Olga Vittoria Gentili.
Nel 1916 abbandonò temporaneamente il teatro per dedicarsi all'attività cinematografica, che svolse in diverse case di produzione come la Milano Films e la Silentium Film, sia come interprete che come realizzatore. Nel 1921 fondò a Roma una propria casa di produzione, la Sterni Film, che produsse film come I disonesti e L'incubo.
Ritornò al teatro nel 1918 nella compagnia di Emma Gramatica, e nel 1919 assunse la direzione della compagnia del Teatro Eclettico.
Durante gli anni venti fece una tournée a New York, città dove si stabilì e dove nel 1929 vi fondò il Teatro d'Arte Italiano, una piccola compagnia teatrale che ebbe come repertorio i classici di Shakespeare, Pirandello, D'Annunzio e Verga. Nella città statunitense divenne molto popolare tra le comunità italoamericane e si occupò anche di antiquariato. Vi rimase fino al 1949, anno in cui sciolse la sua formazione.

## Filmografia parziale

### Attore
- Bene contro male, regia di Gigi Armandis (1916)
- Così è la vita, regia di Eugenio Perego (1917)
- I Mohicani di Parigi, regia di Leopoldo Carlucci (1917)

### Regista
- Amanda (1916)
- La macchia rossa (1916) - regia e interpretazione
- Per un fiore (1916) - regia e interpretazione
- La storia di una capinera (1917) - regia e interpretazione
- Scampolo (1917) - regia e interpretazione
- Tristi amori (1917) - regia e interpretazione
- Jacopo Ortis (1918)
- Sinfonia pastorale (1921) - regia, soggetto e interpretazione

### Produttore cinematografico
- Passione di popolo (1921) - regia e interpretazione
- I disonesti (1922) - regia, sceneggiatura e interpretazione
- L'incubo (1922) - regia, sceneggiatura e interpretazione